# Литкарино
Литкарино (на руски: Лыткарино) е град, разположен в Московска област, Русия. Населението му към 1 януари 2018 е 57 946 души.